# Hàm phân thức
Trong toán học, hàm phân thức là một hàm số được viết dưới dạng tỉ số của hai hàm đa thức.

## Các định nghĩa
Một hàm một biến {\displaystyle } được gọi là một hàm phân thức khi và chỉ khi nó có thể viết được dưới dạng
{\displaystyle f(x)={\frac {P(x)}{Q(x)}}}
Trong đó {\displaystyle P\,} và {\displaystyle Q\,} là các đa thức đối với {\displaystyle x\,} và {\displaystyle Q\,} không phải là một đa thức không. Tập xác định của {\displaystyle f\,} là tập hợp các điểm {\displaystyle x\,} mà tại đó mẫu thức {\displaystyle Q(x)\,} khác 0.
Tất cả các đa thức đều là phân thức với {\displaystyle Q(x)=1}. Một hàm số không viết được dưới dạng trên thì không phải là một phân thức (ví dụ, {\displaystyle f(x)=\sin(x)}).
Một biểu thức có dạng {\displaystyle {\frac {P(x)}{Q(x)}}} được gọi là một biểu thức phân thức. Trong đại số trừu tượng, {\displaystyle x} không bắt buộc là biến số.
Một phương trình phân thức là một phương trình trong đó hai biểu thức phân thức bằng nhau. Các biểu thức đó cũng phải tuân theo các quy tắc trong phân số. Phương trình này có thể được giải bằng luật ba.

## Các ví dụ
Hàm phân thức {\displaystyle f(x)={\frac {x^{3}-2x}{2(x^{2}-5)}}} không xác định tại {\displaystyle x^{2}=5\Leftrightarrow x=\pm {\sqrt {5}}}.
Hàm phân thức {\displaystyle f(x)={\frac {x^{2}+2}{x^{2}+1}}} xác định với mọi số thực, nhưng không phải với mọi số phức, vì nếu x là căn bậc hai của {\displaystyle -1} (ví dụ như đơn vị ảo), thì sẽ dẫn tới chia cho 0: {\displaystyle f(i)={\frac {i^{2}+2}{i^{2}+1}}={\frac {-1+2}{-1+1}}={\frac {1}{0}}}, không xác định.
Hàm phân thức {\displaystyle f(x)={\frac {x^{3}-2x}{2(x^{2}-5)}}}, khi x tiến tới vô cùng, thì tiệm cận với đường thẳng {\displaystyle {\frac {x}{2}}}.
Một hàm hằng ví dụ như f(x) = π là một hàm phân thức vì một hằng số cũng là một đa thức.
Hàm phân thức {\displaystyle f(x)={\frac {x}{x}}} bằng 1 với mọi x khác 0, trong đó x = 0 là một điểm kì dị bỏ được.
Tổng, tích, hoặc thương (trừ trường hợp chia cho đa thức không) của hai hàm phân thức cũng là một hàm phân thức.

## Chuỗi Taylor
Các hệ số của một chuỗi Taylor của một hàm phân thức bất kì thỏa phương trình hồi quy tuyến tính, phương trình này được tìm bằng cách đặt hàm phân thức bằng với chuỗi Taylor và gộp các số hạng đồng dạng với nhau.
Ví dụ
{\displaystyle {\frac {1}{x^{2}-x+2}}=\sum _{k=0}^{\infty }a_{k}x^{k}.}
Nhân hai vế với mẫu thức và phân phối
{\displaystyle 1=(x^{2}-x+2)\sum _{k=0}^{\infty }a_{k}x^{k}}
{\displaystyle 1=\sum _{k=0}^{\infty }a_{k}x^{k+2}-\sum _{k=0}^{\infty }a_{k}x^{k+1}+2\sum _{k=0}^{\infty }a_{k}x^{k}.}
Chỉnh lại chỉ số của tổng để được các số hạng có số mũ bằng nhau, ta có
{\displaystyle 1=\sum _{k=2}^{\infty }a_{k-2}x^{k}-\sum _{k=1}^{\infty }a_{k-1}x^{k}+2\sum _{k=0}^{\infty }a_{k}x^{k}.}
Gộp các số hạng đồng dạng với nhau
{\displaystyle 1=2a_{0}+(2a_{1}-a_{0})x+\sum _{k=2}^{\infty }(a_{k-2}-a_{k-1}+2a_{k})x^{k}.}
Do đẳng thức trên đúng với mọi x nằm trong bán kính hội tụ của chuỗi Taylor ban đầu, ta cho các hệ số bằng với nhau. Do số hạng không đổi của vế trái phải bằng vế phải, ta có
{\displaystyle a_{0}={\frac {1}{2}}.}
Do không có số hạng có mũ nào ở bên trái nên các hệ số của chúng ở vế phải đều bằng 0, do đó
{\displaystyle a_{1}={\frac {1}{4}}}
{\displaystyle a_{k}={\frac {1}{2}}(a_{k-1}-a_{k-2})\quad for\ k\geq 2.}
Ngược lại, một dãy số bất kì thỏa mãn một phương trình hồi quy tuyến tính nào đó sẽ xác định một hàm phân thức khi cho chúng làm các hệ số trong một chuỗi Taylor. Điều này rất hữu ích khi giải một phương trình hồi quy, vì bằng phương pháp đơn giản phân thức ta có thể viết một hàm phân thức bất kì dưới dạng tổng của các số hạng có dạng 1 / (ax + b).